# 紅鱗絲隆頭魚
紅鱗絲隆頭魚（英語：Rosy-scales fairy-wrasse），又稱紅鱗絲鰭鸚鯛，為輻鰭魚綱鱸形目隆頭魚亞目隆頭魚科的其中一種，分布於西印度洋的馬爾地夫及查戈斯群島海域，棲息深度41-48公尺，體長可達7.2公分，棲息在珊瑚礁海域，生活習性不明。